# Високопілля (Краматорський район)
Високопі́лля (Губенфельд/Hubenfeld, Фідлерове) — село Олександрівської селищної громади Краматорського району Донецької області, України. У селі мешкає 461 людей.

## Історія
Село було засноване лютеранами німцями на початку двадцятого століття. Лютеранський прихід Людвіґсталь-Шидлове.

## Населення
- 90 (1904)
- 210/178 нім. (1926).